# الدوري الإسباني الدرجة الثانية 1967–68
دوري الدرجة الثانية الإسباني 1967–68 (بالإسبانية: Segunda División de España 1967-68) هو موسم من دوري الدرجة الثانية الإسباني. فاز فيه ديبورتيفو لاكورونيا.